# Холін Олександр Борисович
Олекса́ндр Бори́сович Хо́лін (20 вересня 1983 — 27 червня 2018) — солдат Збройних сил України, учасник російсько-української війни.

## Життєпис
Народився 1983 року в селі Охрімівка (Вовчанський район, Харківська область).
У часі війни з вересня 2015 року проходив службу в 53-й бригаді, від квітня 2016-го — в 93-й бригаді, пройшов бої за Кримське.
27 червня 2018-го загинув внаслідок ворожого артилерійського обстрілу 122-мм снарядами поблизу села Богданівка (Волноваський район) — в передвечірню пору троє бійців зазнали поранень, що несумісні з життям — Олександр Холін, Володимир Дьяченко та Дмитро Петрушенко внаслідок прямого влучення снаряду у спостережну позицію.
2 липня 2018 року похований у селі Охрімівка.
Без Олександра лишились дружина Олександра та дитина.

## Нагороди та вшанування
- указом Президента України № 239/2018 від 23 серпня 2018 року «за особисту мужність і самовіддані дії, виявлені у захисті державного суверенітету та територіальної цілісності України, зразкового виконання військового обов'язку» — нагороджений орденом «За мужність» III ступеня (посмертно)[1]